# جاك هانسن
جاك هانسن (2 أكتوبر 1947 أودنسه الدنمارك - ) هو لاعب كرة قدم دانمركي يلعب كلاعب وسط، شارك في الألعاب الأولمبية الصيفية 1972.

## وصلات خارجية
- جاك هانسن على موقع قاعدة بيانات كرة القدم.إي يو (الإنجليزية)
- جاك هانسن على موقع ناشيونال فوتبول تيمز (الإنجليزية)
- جاك هانسن على موقع أوليمبيديا (الإنجليزية)